# نوک‌نهنگ ساوربی
نوک‌نهنگ ساوربی، که با نام‌های نوک‌نهنگ اطلس شمالی و نوک‌نهنگ دریای شمالی نیز شناخته می‌شود، نخستین گونه شناسایی شده عضو سرده میان‌دندان‌ها از میان آب‌بازان است. جیمز ساوربی، طبیعی‌دان و نقاش انگلیسی، نخستین بار این گونه را در سال ۱۸۰۴ از روی استخوان جمجمه یک نهنگ نر که در سال ۱۸۰۰ در اسکاتلند به ساحل افتاده بود، شناسایی کرد. این نهنگ از پرتعدادترین گونه‌های عضو سرده خود است.

## توصیف ظاهری
نوک‌نهنگ ساوربی ظاهری طبیعی اعضای میان‌دندان‌ها را داراست و نرهای آن توسط دندان‌های عاج خود که در انتهای دهان قرار دارند شناسایی می‌شوند. نوک این نهنگ کمی بلند است و ملون در سر شکلی کوژ دارد. الگوی رنگ‌آمیزی بدن خاکستری بر پشت و سایه سفید بر بخش‌های زیرین است. نوک‌نهنگ‌ها همواره بر روی بدن خود جای دندان کوسه‌ها و نیز خود نهنگ‌های ساوربی (در میان نرها) را دارند. طول نهنگ‌های بالغ نر به ۵٫۵ متر و ماده‌ها به ۵ متر می‌رسد. وزنشان نیز میان ۱ تا ۱٫۳ تن می‌شود. مدت زمان بارداری ۱۲ است و بچه به دنیا آمده طولی میان ۲٫۴ تا ۲٫۷ و وزنی نزدیک به ۱۸۵ کیلوگرم دارد.
نوک‌نهنگ‌های ساوربی جانورانی گوشه‌گیر هستند و از کشتی‌ها دوری می‌کنند؛ از این رو بسیار کم دیده می‌شوند. آن‌ها در گروه‌های ۸ تا ۱۰ تایی (شامل نرها و ماده‌ها و بچه‌ها) زندگی می‌کنند و به ساحل افتادن دسته‌جمعی آن‌ها نیز دیده شده است. منبع اصلی غذایی آن‌ها ماهی مرکب و نرم‌تنان است. آن‌ها می‌توانند تا بیش از ۳۰ دقیقه در زیر آب بمانند.

## گستره و جمعیت
گستره نوک‌نهنگ ساوربی در اقیانوس اطلس در غرب از آب‌های شرقی کانادا آغاز می‌شود و در غرب این اقیانوس به مناطق میان مادیرا و دریای نروژ می‌رسد. آن‌ها اغلب در آب‌های با ژرفای ۲۰۰ تا ۱۵۰۰ متر حضور دارند. هیچ تخمینی از جمعیت جهانی این گونه وجود ندارد. تا سال ۱۹۹۱، تعداد ۹۰ گزارش از مشاهده این جانور ثبت شدند که بیشتر آن‌ها در شمال شرقی اقیانوس اطلس و در کنار جزیره‌های بریتانیا انجام شده‌اند.
در ۱۰ ژانویه سال ۲۰۰۹ میلادی، یک نوک‌نهنگ ساوربی ماده در کرانه‌های دریای اژه در ترکیه، در حالی که هزاران کیلومتر از قلمرو طبیعی خود فاصله گرفته بود، یافت شد. این نهنگ با موفقیت نجات پیدا کرد و به دریای آزاد بازگردانده شد.